# Thursday Island

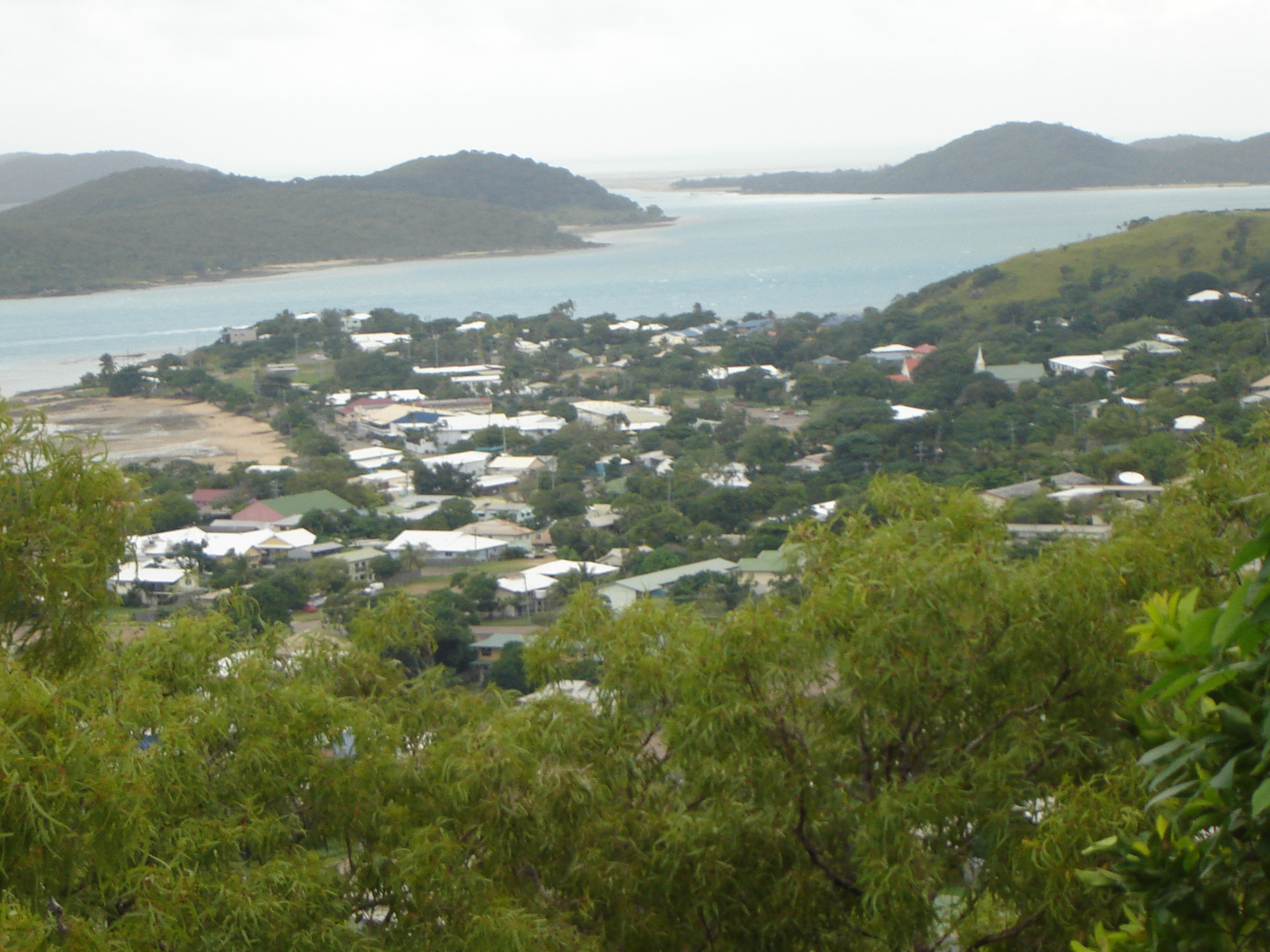
Thursday Island

Thursday Island, ook bekend als TI of in het Kawrareg-dialect Waiben of Waibene, is een van de Straat Torreseilanden.
Het ligt 39 km ten noorden van het Kaap York-schiereiland in Far North Queensland in de Australische deelstaat Queensland en maakt deel uit van de Shire of Torres.
Anno 2021 woonden er 2.805 mensen. Het dorp Rose Hill bevindt zich op het noordelijkste uiteinde van het eiland.